# Ángel Casero
Ángel Casero (ur. 27 września 1972 w Walencji) – hiszpański kolarz szosowy startujący wśród zawodowców w latach 1994–2005. Zwycięzca (2001) i drugi kolarz (2000) Vuelta a España.

## Najważniejsze zwycięstwa
- 1997 – Vuelta a Castilla y León
- 1999 – etap w Dookoła Katalonii
- 2001 – Vuelta a España